# Francis Xavier Roque
Francis Xavier Roque (* 9. Oktober 1928 in Providence, Rhode Island; † 12. September 2019 in Pawtucket, Rhode Island) war ein US-amerikanischer römisch-katholischer Geistlicher und Weihbischof im US-amerikanischen Militärordinariat.

## Leben
Francis Xavier Roque erhielt seine theologische Ausbildung am Seminar Unserer Lieben Frau von der Vorsehung (Our Lady of Providence) in Warwick, Rhode Island, und am Seminar St. John, Brighton, Massachusetts. Am 19. September 1953 empfing er die Priesterweihe für das Bistum Providence durch Bischof Russell Joseph McVinney in der Kathedrale der Heiligen Peter und Paul in Providence, Rhode Island.
Von 1961 bis 1983 war er 22 Jahre lang Kaplan der United States Army. Sein Militärdienst als Kaplan begann in Fort Gordon und bei der 101st Airborne Division in Fort Campbell. Er diente in der Demilitarisierten Zone (DMZ) in Korea von 1965 bis 1966 mit der 2. Infanteriedivision. 1968 wurde er nach Pleiku, Hauptstadt der Provinz Gia Lai im zentralen Hochland Vietnams, und später in die 4. Infanteriedivision versetzt. Während dieser Zeit war er bis 1969 als Assistent der Division Chaplain USA tätig.
Roque absolvierte 1972 das Command and General Staff College der US Army in Fort Leavenworth, Kansas, eine höhere Bildungseinrichtung der US-Streitkräfte, für die Ausbildung der militärischen Führungsspitze. Von 1972 bis 1975 war er der United States Army Training and Doctrine Command zugeordnet. Von 1976 bis 1978 war er als Brigadekaplan für die 3. Infanteriedivision und als Divisionskaplan für die 8. Infanteriedivision in Deutschland stationiert. Er kehrte in die USA nach Fort Hood, Texas, zurück und war von 1978 bis 1980 Assistent des Corps Chaplain. Von 1980 bis 1983 war er in der Carlisle Barracks, Pennsylvania.
Papst Johannes Paul II. ernannte ihn am 29. März 1983 zum Weihbischof im US-amerikanischen Militärordinariat und Titularbischof von Bagai.
Der Erzbischof von New York und damaligen Militärvikar, Terence James Kardinal Cooke, spendete ihm am 10. Mai desselben Jahres in der St. Patrick’s Cathedral in New York die Bischof; Mitkonsekratoren waren Louis Edward Gelineau, Bischof von Providence, und John Joseph Thomas Ryan, Erzbischof des US-amerikanischen Militärordinariat. Sein Wahlspruch lautete „Königin des Friedens“.
Francis Xavier Roque war Bischofsvikar für die Veteranenangelegenheiten im Militärordinariat, insbesondere auch in der Krankenhausseelsorge von 172 Militärspitälern, Rehabilitations- und Heimeinrichtungen.
Am 15. September 2004 nahm Papst Johannes Paul II. seinen altersbedingten Rücktritt an.

## Ehrungen und Auszeichnungen
- Bronze Star Medal für seinen Dienst in Vietnam
- Meritorious Service Medal
- Army Distinguished Service Medal
- CWV Saint Sebastian Medal